# Poczekaj, słońce
Poczekaj, słońce (oryg. bułg. Почакай, слънце) – wydany w 1967 r. tom poetycki Dory Gabe.
Podobnie jak wcześniejszy, wydany w 1963 r. tom poezji Nowi stichowe, zbiorek Poczekaj, słońce reprezentował w twórczości Dory Gabe poezję wyciszoną, liryczną, pozbawioną deklaratywizmu, widocznego w utworach pisarki z lat 50. Zawarte w zbiorku wiersze, manifestujące miłość do życia i przeświadczenie o jego nieprzemijającej wartości, zostały dostrzeżone przez krytykę literacką i wysoko ocenione m.in. ze względu na filozoficznie potraktowaną afirmację życia. Tom zdobył sobie także niemałą popularność wśród czytelników.
Ze względu na wartości literackie, tom ten został w 1967 r. wyróżniony nagrodą literacką Związku Pisarzy Bułgarskich.
Został on częściowo przełożony na język polski i opublikowany w 1972 r. nakładem PIW-u. Wyboru wierszy do przekładu dokonała Anna Kamieńska, natomiast wybrane utwory przełożyli A. Kamieńska i S. Pollak.
Zbiorek poetycki Poczekaj, słońce został wpisany do kanonu literatury bułgarskiej 1878-1988.

## Literatura
- T. Dąbek, Twórczość przekładowa Dory Gabe, Wrocław-Warszawa-Kraków 1969.